# Ugljan (sziget)
Ugljan (olaszul: Ugliano) egy sziget Horvátországban, a Zárai szigetvilágban. Az egyik legnagyobb horvát sziget.

## Fekvése
A sziget Pašman-szigetétől északnyugatra, Rivanj és Sestrunj szigetétől délkeletre fekszik. Hosszúsága 22 km, szélessége 3,8 km, területe 50,21 km². A szárazföldtől a Zárai-csatorna választja el, és a Mali Ždrelac átjárón átívelő híd köti össze Pašman szigetével. Iž szigetétől a Srednji kanal választja el. A sziget mészkőből épül fel, többnyire macchia borítja, míg a dolomitos területeken növényeket is termesztenek. A nagyobb öblök északnyugaton a Muline, délkeleten pedig a Lamjana vela és Lamjana mala. A keleti part enyhén lejt a tenger felé, kis öblökkel tagolt.

## Népesség
Ugljan az egyik legnépesebb horvát sziget. Írásos forrásban 1325-ben jelenik meg mai nevén, de a leletek tanúsága szerint már az újkőkortól kezdve folyamatosan lakott. A római időkben sűrűn lakott volt, különösen az északnyugati részen, ahol számos ókori épületmaradványt találtak. A mai települések a középkorban jöttek létre. Minden település (Preko, Ugljan, Lukoran, Sutomišćica, Poljana, Kali, Ošljak és Kukljica) a sziget jól megművelt keleti oldalának partja mentén fekszik.

## Gazdaság
A szigeten olajbogyót, fügét, szőlőt termesztenek. A Lamjana-öböl közelében van egy halgazdaság, melyet ma a Cromaris nevű vállalat üzemeltet. A nyílt tengeren több kis helyen úszó ketrecekben tartják a halakat ott, ahol a közelben nincs szennyező anyag. A szigetet Zárával a horvát Adriai-tenger partjának legforgalmasabb kompja köti össze, amely 2006 óta éjszaka is üzemel.

## Éghajlat
Ugljant a mediterrán éghajlat minden alapvető sajátossága jellemzi, rendkívül száraz nyarakkal és enyhe telekkel. Az éves átlaghőmérséklet 15 °C felett van, a júliusi átlaghőmérséklet 24 °C, a januári pedig 12 °C. A 0 °C alatti hőmérsékletű napok száma elhanyagolható. Nincsenek folyamatosan magas vagy folyamatosan alacsony hőmérsékletek, csakúgy, mint nincsenek hosszú aszályok vagy esőzések. A napsütéses órák száma évente mintegy 2500 óra, júliusban a nap 10-12 órát süt.
Az éves átlagos páratartalom 73% körüli. A maximális értékeket novemberben, a minimumokat pedig júliusban mérik. Az átlagos éves csapadékmennyiség 939 mm, a novemberi maximum 1000 mm, a júliusi minimum pedig csak 30 mm. A havazás nagyon ritka esemény, és amikor előfordul, nagyon rövid ideig marad meg.
A bóra általában télen fúj, tavasszal és ősszel a jugo szél érvényesül, nyáron pedig nyugat felől a kellemes misztrál fúj. Nyáron és kora ősszel a szép idő uralkodik, napos, gyakran tiszta és meleg napokkal. A hajnali csend után, reggel közepén a tenger felől kezd fújni a szél, a zmorac vagy a misztrál, amely délutánra már mérsékelt erősségű. Iránya többnyire északnyugati. Az irány állandósága és jelentős ereje miatt olyan alkalmas vitorlázásra, mint kevés helyen az Adrián. A misztrál gyakran késő délutánig tart. Este csend van, éjszaka pedig enyhe szél fúj a szárazföldről, az ún. kopnenjak vagy burin.

## Növényvilág
A sziget növényzete jellemzően mediterrán. Az őshonos növényzetet (tölgyfa, fenyők és ciprusok) mára a sziget felszínének 60-70%-án a termesztett mediterrán növények váltották fel. Az olajbogyó és a füge kiemelt szerepet játszik a mezőgazdasági növények között. A sziget éghajlatának jellemzői miatt különféle gyümölcsök és zöldségek is elszaporodtak, amelyeket a zárai piacra szállítanak, ezért Ugljan szigetét Zára kertjének is nevezik. A sziget egyéb részeit, amelyeket nem műveltek meg benövi a macchia.

## Fordítás
- Ez a szócikk részben vagy egészben  az   Ugljan című horvát Wikipédia-szócikk ezen változatának fordításán alapul.  Az eredeti cikk szerkesztőit annak laptörténete sorolja fel. Ez a jelzés csupán a megfogalmazás eredetét és a szerzői jogokat jelzi, nem szolgál a cikkben szereplő információk forrásmegjelöléseként.